# 1500 a tudományban
Az 1500. év a tudományban és a technikában.

## Felfedezések
- április 22. – Pedro Álvares Cabral portugál hajós felfedezi Brazília partvidékét és a területet Portugália birtokává nyilvánítja
- Diogo Dias portugál hajós felfedezi Madagaszkár szigetét.
- A hidrogén felfedezése.
- Leonardo da Vinci műszaki felismerései.

## Születések
- Bencédi Székely Mihály történész († 1563)
- Jyesthadeva csillagász († 1575)

## Halálozások
- május 29. Bartolomeu Dias portugál felfedező († 1450 k.)